# Cacá (football, 1979)
Pour les articles homonymes, voir Cacá.
Ne doit pas être confondu avec ππ, ni Kaká
Carlos Eduardo Ferrari, parfois connu sous le nom Cacá, né le 19 février 1979, est un ancien footballeur brésilien, possédant aussi la nationalité italienne.

## Carrière
Cacá joue dans de nombreux pays : au Brésil, en Écosse, en Angleterre, en Espagne, au Portugal, en Grèce, au Paraguay, en Tunisie, et enfin à Hong Kong. 
Au sein des championnats espagnols, il joue 117 matchs, marquant 37 buts.